# 나가이 다쓰나리
나가이 다쓰나리(일본어: 永井 建成, 1995년 7월 7일~)는 일본의 축구 선수이다.

## 구단 경력
그는 2014년 J2리그의 로아소 구마모토에 입단했다. 2017년 교토 상가 FC로 이적했다. 2018년부터 2019년까지 일본 지역 리그의 이와키 FC와 포르베니르 아스카에서 뛰었다. 2020년 FC 티아모 히라카타로 이적했다. 2021년부터 일본 풋볼 리그로 승격했다. 2022년 FC 오사카로 이적했다. 2022년 일본 풋볼 리그 준우승으로 J3리그로 승격했다. 2024년까지 102경기에 출전. 2025년 J1리그의 쇼난 벨마레로 이적했다.